# Толва
Толва — река-протока в Мурманской области России. Протекает по территории городского округа Ковдорский район. Соединяет озера Нижнее Чалмозеро и Верхняя Пиренга.
Длина реки составляет 3 км. Площадь бассейна 3080 км².
Берёт начало в озере Нижнее Чалмозеро на высоте 137,1 м над уровнем моря. Впадает в озеро Верхняя Пиренга на высоте 137,1 м над уровнем моря.

## Данные водного реестра
По данным государственного водного реестра России относится к Баренцево-Беломорскому бассейновому округу, водохозяйственный участок реки — река Нива, включая озеро Имандра. Речной бассейн реки — бассейны рек Кольского полуострова и Карелии.
Код объекта в государственном водном реестре — 02020000312101000009724.